# Condado de Traill
El condado de Traill (en inglés: Traill County, North Dakota), fundado en 1875,  es uno de los 53 condados del estado estadounidense de Dakota del Norte. En el año 2000 tenía una población de 8477 habitantes y una densidad poblacional de 4 personas por km². La sede del condado es Hillsboro.

## Geografía
Según la Oficina del Censo, el condado tiene un área total de 2234 km² (862,5 mi²), de la cual 2232 km² (861,8 mi²) es tierra y 2 km² (0,8 mi²) es agua.

### Condados adyacentes
- Condado de Grand Forks (norte)
- Condado de Polk (noreste)
- Condado de Norman (este)
- Condado de Cass (sur)
- Condado de Steele (oeste)

## Demografía
En el 2000 la renta per cápita promedia del condado era de $37 445, y el ingreso promedio para una familia era de $45 852. El ingreso per cápita para el condado era de $18 014. En 2000 los hombres tenían un ingreso per cápita de $30 138 versus $20 583 para las mujeres. Alrededor del 9.20% de la población estaba bajo el umbral de pobreza nacional.
| 1880 | 1890   | 1900   | 1910   | 1920   | 1930   | 1940   | 1950   | 1960   | 1970 | 1980 | 1990 | 2000 | Est. 2009 |
| ---- | ------ | ------ | ------ | ------ | ------ | ------ | ------ | ------ | ---- | ---- | ---- | ---- | --------- |
| 4123 | 10 217 | 13 107 | 12 545 | 12 210 | 12 600 | 12 300 | 11 359 | 10 583 | 9571 | 9654 | 8752 | 8477 | 7868      |

## Mayores autopistas
- Interestatal 29
- Carretera de Dakota del Norte 18
- Carretera de Dakota del Norte 200

## Lugares

### Ciudades
- Buxton
- Clifford
- Galesburg
- Hatton
- Hillsboro
- Mayville
- Portland
- Reynolds (oficialmente en Condado de Grand Forks).

Nota: todas las comunidades incorporadas en Dakota del Norte se les llama "ciudades" independientemente de su tamaño

### Municipios
| - Belmont - Bingham - Blanchard - Bloomfield - Bohnsack - Buxton - Caledonia - Eldorado - Elm River | - Ervin - Garfield - Greenfield - Herberg - Hillsboro - Kelso - Lindaas - Mayville | - Morgan - Norman - Norway - Roseville - Stavanger - Viking - Wold |